# Raoul Righi
Raoul Righi (Modena, 1921. november 11. – Milánó, 2013. március 19.) olasz nemzetközi labdarúgó-játékvezető.

## Pályafutása
A játékvezetői vizsgát 1938-ban tette le. A küldési gyakorlat szerint rendszeres partbírói tevékenységet is végzett. 1950-ben lett az I. Liga játékvezetője. A Genoa CFC – SSC Venezia mérkőzéssel debütált. A nemzeti játékvezetéstől egy három hónapos eltiltás miatt 1966-ban visszavonult. Serie A mérkőzéseinek száma: 140.

### Nemzeti kupamérkőzések
Vezetett kupadöntők száma: 1

#### Olasz labdarúgókupa
| Időpont              | Helyszín                 | Mérkőzés típusa | Mérkőzés                   | Eredmény |
| -------------------- | ------------------------ | --------------- | -------------------------- | -------- |
| 1960. szeptember 18. | San Siro Stadion, Milánó | döntő           | Juventus FC–ACF Fiorentina | 3 – 2    |

### Nemzetközi játékvezetés
Az Olasz labdarúgó-szövetség Játékvezető Bizottsága (JB) terjesztette fel nemzetközi játékvezetőnek, a Nemzetközi Labdarúgó-szövetség (FIFA) 1960-tól tartotta nyilván bírói keretében. 1960-ban a Nehru-kupán (India) vezette Magyarország–India (2:1), a Franciaország–India (1:1) és a Peru–India (3:1) mérkőzéseket. Több nemzetek közötti válogatott és klubmérkőzést vezetett, vagy működő társának partbíróként segített. Az olasz nemzetközi játékvezetők rangsorában, a világbajnokság-Európa-bajnokság sorrendjében többedmagával a 38. helyet foglalja el 2 találkozó szolgálatával. Az aktív nemzetközi játékvezetéstől 1965-ben búcsúzott. Nemzetközi mérkőzéseinek száma: 24.
Válogatott mérkőzéseinek száma: 4.

#### Labdarúgó-világbajnokság
A világbajnoki döntőkhöz vezető úton Angliába a VIII., az 1966-os labdarúgó-világbajnokságra a FIFA JB játékvezetőként alkalmazta.

##### 1966-os labdarúgó-világbajnokság

###### Selejtező mérkőzés
| Időpont          | Helyszín                        | Mérkőzés típusa           | Mérkőzés                  | Eredmény | Nézők száma |
| ---------------- | ------------------------------- | ------------------------- | ------------------------- | -------- | ----------- |
| 1965. október 9. | Ali Sami Yen Stadion, Isztambul | előselejtező (4. csoport) | Törökország–Csehszlovákia | 0 – 6    | 12 757      |

#### Labdarúgó-Európa-bajnokság
Az európai labdarúgó torna döntőjéhez vezető úton Spanyolországba az II., az 1964-es labdarúgó-Európa-bajnokságra az UEFA JB játékvezetőként foglalkoztatta. 
| Időpont           | Helyszín              | Mérkőzés típusa | Mérkőzés    | Eredmény | Nézők száma |
| ----------------- | --------------------- | --------------- | ----------- | -------- | ----------- |
| 1962. december 8. | Empire Stadion, Gżira | elsős kör       | Málta–Dánia | 1 – 3    | 6987        |

#### Olimpiai játékok
Az 1960. évi nyári olimpiai játékok labdarúgó tornájának mérkőzésein a FIFA JB partbíróként foglalkoztatta. Három csoportmérkőzésen tevékenykedett, kettő esetben egyes számú besorolást kapott.

#### Nemzetközi kupamérkőzések

##### Kupagyőztesek Európa-kupája
| Időpont              | Helyszín                                | Mérkőzés típusa | Mérkőzés                     | Eredmény |
| -------------------- | --------------------------------------- | --------------- | ---------------------------- | -------- |
| 1961. szeptember 17. | Ix-Xagħra tal-Furjana Stadion, Floriana | selejtező       | Floriana FC–Újpesti Dózsa SC | 2 – 5    |

## Sikerei, díjai
1964-ben az olasz JB az Év Játékvezetője megtiszteltető cím mellé a Dr. Giovanni Mauro alapítvány elismerő díjával jutalmazta.

## Külső hivatkozások
- Raoul Righi. World Referee. [2016. március 4-i dátummal az eredetiből archiválva]. (Hozzáférés: 2015. március 20.)
- Raoul Righi. footballzz.com. (Hozzáférés: 2015. március 20.)
- Raoul Righi. scoreshelf.com. [2015. április 6-i dátummal az eredetiből archiválva]. (Hozzáférés: 2015. március 20.)
- Raoul Righi. aia-figc.it. [2016. március 5-i dátummal az eredetiből archiválva]. (Hozzáférés: 2015. március 20.)
- Raoul Righi. eu-football.info. (Hozzáférés: 2015. március 20.)

| Elődje: Francesco Francescon | Olasz labdarúgókupa döntő 1959–1960 | Utódja: Gino Rigato |

| Elődje: Concetto Lo Bello | Giovanni Mauro díj 1964 | Utódja: Bruno De Marchi |